# Алексіс Ролін
Алексіс Ролін (ісп. Alexis Rolín, нар. 7 лютого 1989, Монтевідео) — уругвайський футболіст, захисник клубу «Бока Хуніорс».

## Клубна кар'єра
Народився 7 лютого 1989 року в місті Монтевідео. Вихованець юнацьких команд футбольних клубів «Данубіо» та «Насьйональ».
У дорослому футболі дебютував 2011 року виступами за «Насьйональ», разом з яким став дворазовим чемпіоном Уругваю.
Своєю грою за цю команду привернув увагу представників тренерського штабу італійської «Катанії», до складу якої приєднався влітку 2012 року. Відіграв за сицилійський клуб наступні два з половиною сезони своєї ігрової кар'єри, проте не зміг врятувати команду від вильоту з Серії А за підсумками сезону 2013/14.

## Виступи за збірну
2012 року захищав кольори олімпійської збірної Уругваю. У складі збірної — учасник футбольного турніру на Олімпійських іграх 2012 року у Лондоні.

## Статистика виступів

### Статистика клубних виступів
| Сезон                  | Команда                | Чемпіонат              | Чемпіонат | Чемпіонат | Національний кубок | Національний кубок | Національний кубок | Континентальні кубки | Континентальні кубки | Континентальні кубки | Інші змагання | Інші змагання | Інші змагання | Усього | Усього |
| Сезон                  | Команда                | Ліга                   | Ігор      | Голів     | Ліга               | Ігор               | Голів              | Ліга                 | Ігор                 | Голів                | Ліга          | Ігор          | Голів         | Ігор   | Голів  |
| ---------------------- | ---------------------- | ---------------------- | --------- | --------- | ------------------ | ------------------ | ------------------ | -------------------- | -------------------- | -------------------- | ------------- | ------------- | ------------- | ------ | ------ |
| 2010–11                | «Насьйональ»           | ПД                     | 4         | 0         | -                  | -                  | -                  | КЛ                   | 2                    | 0                    | -             | -             | -             | 6      | 0      |
| 2011–12                | «Насьйональ»           | ПД                     | 28        | 3         | -                  | -                  | -                  | КЛ                   | 6                    | 1                    | -             | -             | -             | 34     | 4      |
| Усього за «Насьйональ» | Усього за «Насьйональ» | Усього за «Насьйональ» | 30        | 3         | -                  | -                  | -                  |                      | 8                    | 1                    | -             | -             | -             | 38     | 4      |
| 2012–13                | «Катанія»              | A                      | 11        | 0         | КІ                 | 2                  | 0                  | -                    | -                    | -                    | -             | -             | -             | 13     | 0      |
| 2013–14                | «Катанія»              | A                      | 25        | 0         | КІ                 | -                  | -                  | -                    | -                    | -                    | -             | -             | -             | 25     | 0      |
| 2014–15                | «Катанія»              | B (ІІ)                 | 4         | 0         | КІ                 | -                  | -                  | -                    | -                    | -                    | -             | -             | -             | 4      | 0      |
| Усього за «Катанію»    | Усього за «Катанію»    | Усього за «Катанію»    | 40        | 0         |                    | 2                  | 0                  |                      | -                    | -                    |               | -             | -             | 42     | 0      |
| 2015                   | «Бока Хуніорс»         | ПД                     | 7         | 0         | -                  | -                  | -                  | КЛ                   | -                    | -                    | -             | -             | -             | 7      | 0      |
| Загалом                | Загалом                | Загалом                | 79        | 3         |                    | 2                  | 0                  |                      | 8                    | 1                    |               | -             | -             | 87     | 4      |

## Досягнення
- Чемпіон Уругваю (3): 2008-09, 2010-11, 2011-12
- Чемпіон Аргентини (1): 2015
- Володар Кубка Колумбії (1): 2020
- Володар Кубка Аргентини (1): 2014-15